# Bisbat d'Ischia
El bisbat d'Ischia (italià: diocesi di Ischia; llatí: Dioecesis Isclana) és una seu de l'Església catòlica, sufragània de l'arquebisbat de Nàpols, que pertany a la regió eclesiàstica Campània. El 2006 tenia 55.000 batejats d'un total de 58.300 habitants. Actualment està regida pel bisbe Pietro Lagnese.

## Territori
La diòcesi comprèn els sis municipis de l'illa d'Ischia: Ischia, Casamicciola Terme, Lacco Ameno, Forio, Serrara Fontana i Barano d'Ischia.
La seu episcopal és la ciutat d'Ischia, on es troba la catedral de Santa Maria Assunta.
El territori de la diòcesi illenca està dividit en 25 parròquies i 53 esglésies.

## Història
Els orígens de la diòcesi d'Ischia són incerts. El primer bisbe conegut va ser Pietro, que va participar en el Tercer Concili del Laterà el 1179. La diòcesi va ser erigida abans, però l'absoluta falta de documents fa que la història anterior sigui desconeguda.
El 4 de febrer de 1255 el Papa Alexandre IV va confirmar a la canònica el dret d'elecció del bisbe, dels quals aquests ja gaudien ab immemorabili.
El 18 de gener de 1301, va començar una erupció volcànica que va destruir la catedral i el palau episcopal. Després d'això, el bisbe, juntament amb la població, es va refugiar al Castello Aragonese, que seguiria sent la residència del bisbe fins al segle xix. En el mateix castell també es trobaven el convent de les Clarisses, l'abadia dels Basilians grecs, el capítol i el seminari.
El 13 d'octubre de 1770 va cedir l'illa de Ventotene a la diòcesi de Gaeta.
El 1818 el bisbe va posar la seva residència al centre d'Ischia, on, amb un rescripte de la Santa Seu el 5 de setembre de 1818, s'elevà al rang de catedral de la diòcesi de l'església de Santa Maria de l'Assumpció, l'antic convent de Sant Agustí de Santa Maria alla Scala.

## Cronologia episcopal
- Pietro † (citat el 1179)
- Sergio † (?)
- Amenio † (citat el 1206)
- Salvo † (citat el 1305)
- Pietro II † (citat el 1306)
- Ugolino da Osimo, O.P. † (citat el 1340)
- Guglielmo † (? - 1348 mort)
- Tommaso † (22 de desembre de 1348 - ?)
  - Giacomo da Itri † (vers 1358 - 22 de març de 1359 nomenat bisbe de Martirano[1]) (bisbe electe)
- Bartolomeo dei Borsolari O.S.A. † (22 de març de 1359 - 4 de desembre de 1389 mort)
  - Paolo Strina † (13 d'abril de 1384 - ?) (antibisbe)
  - Baldassarre Cossa (?) † (administrador apostòlic)
- Nicola Tinti, O.E.S.A. † (7 de març de 1389 - ? mort)
- Andrea † (1410 - ?)
- Lorenzo de' Ricci † (10 de gener de 1419 - 18 de febrer de 1435 nomenat bisbe de Ravello)
- Giovanni, O.S.A. † (28 de març de 1436 - 1453 mort)
- Miguel Cosal, O.Cist. † (27 de juny de 1453 - 1464 mort)
- Giovanni II de Cico † (9 de juliol de 1464 – finals de 1479 mort)
- Marco Antonio Fioda † (1494 - ?)[2]
- Bernardino de Leis, C.R.L. † (27 d'octubre de 1501 - 8 de gener de 1504 nomenat bisbe de Castro di Puglia) (bisbe electe)
- Donato Strineo † (8 de gener de 1504 - 1534 mort)
- Agostino Falivene, O.S.M. † (24 d'abril de 1534 - 1548 mort)
- Francisco Gutiérrez † (24 de setembre de 1548 - 1554 mort)
- Virgilio Rosario † (27 d'agost de 1554 - 22 de maig de 1559 mort)
- Filippo Geri † (26 de gener de 1560 - 1 de març de 1564 nomenat bisbe d'Assís)
- Fabio Polverino † (6 de juliol de 1565 - 1589 mort)
- Iñigo de Avalos, C.R.L. † (29 de gener de 1590 - 1635 mort)
- Francesco Tontori o Tontolo, C.R.S. † (15 de gener de 1638 - 1663 dimití)
- Gian Antonio de' Vecchi † (12 de febrer de 1663 - d'abril de 1672 mort)
- Gerolamo Rocca † (3 d'octubre de 1672 - 6 de juny de 1691 mort)
- Michelangelo Cotignola † (24 de març de 1692 - 11 de desembre de 1698 dimití)
- Luca Trapani † (22 de desembre de 1698 - 24 de gener de 1718 nomenat bisbe de Tricarico)
- Gianmaria Capecelatro, C.R.S. † (11 de febrer de 1718 - 8 de desembre de 1738 mort)
- Niccolò Schiaffinati, O.S.A. † (4 de maig de 1739 - prima del 12 de juliol de 1743 mort)
- Felice Amati † (15 de juliol de 1743 - de gener de 1764 mort)
- Onofrio Rossi † (9 d'abril de 1764 - 17 de juliol de 1775 nomenat bisbe de Sant'Agata de' Goti)
- Sebastiano de Rosa † (13 de novembre de 1775 - 26 de març de 1792 nomenat bisbe d'Avellino i Frigento)
- Pasquale Sansone † (26 de març de 1792 - 1799 mort)
  - Sede vacante (1799-1818)
- Giuseppe D'Amante † (26 de juny de 1818 - 17 de novembre de 1843 mort)
- Luigi Gagliardi † (21 d'abril de 1845 - 31 de maig de 1854 dimití)
- Felice Romano † (23 de juny de 1854 - 3 d'agost de 1872 mort)
- Francesco di Nicola † (3 d'agost de 1872 succeduto - 11 de febrer de 1885 mort)
- Gennaro Portanova † (11 de febrer de 1885 succeduto - 16 de març de 1888 nomenat arquebisbe de Reggio Calàbria)
- Giuseppe Candido † (1 de juny de 1888 - 4 de febrer de 1901 nomenat bisbe titular de Cidonia)
- Mario Palladino † (15 d'abril de 1901 - 4 de juny de 1913 nomenat bisbe de Caserta)
- Pasquale Ragosta † (25 de maig de 1914 - 5 de maig de 1925 nomenat bisbe de Castellammare di Stabia)
  - Sede vacante (1925-1928)
- Ernesto de Laurentiis † (10 de novembre de 1928 - 4 de gener de 1956 mort)
- Antonio Cece † (3 de maig de 1956 - 6 d'agost de 1962 nomenat bisbe coadjutor d'Aversa)
- Dino Tomassini † (17 d'agost de 1962 - 23 d'agost de 1970 nomenat bisbe d'Anglona-Tursi)
  - Sede vacante (1970-1980)
- Diego Parodi, M.C.C.I. † (11 de febrer de 1980 - 9 de gener de 1983 mort)
- Antonio Pagano † (18 de desembre de 1983 - 25 de novembre de 1997 jubilat)
- Filippo Strofaldi † (25 de novembre de 1997 - 7 de juliol de 2012 dimití)
- Pietro Lagnese, des del 23 de febrer de 2013

## Estadístiques
A finals del 2006, la diòcesi tenia 55.000 batejats sobre una població de 58.300 persones, equivalent al 94,3% del total.
| any  | població | població | població | sacerdots | sacerdots       | sacerdots       | sacerdots             | diaques | religiosos | religiosos | parroquies |
| ---- | -------- | -------- | -------- | --------- | --------------- | --------------- | --------------------- | ------- | ---------- | ---------- | ---------- |
| any  | batejats | total    | %        | total     | clergat secular | clergat regular | batejats por sacerdot | diaques | homes      | dones      |            |
| 1949 | 32.780   | 32.800   | 99,9     | 72        | 63              | 9               | 455                   |         | 12         | 31         | 18         |
| 1970 | 39.198   | 39.246   | 99,9     | 64        | 56              | 8               | 612                   |         | 10         | 50         | 24         |
| 1980 | 41.000   | 41.000   | 100,0    | 59        | 51              | 8               | 694                   |         | 10         | 55         | 25         |
| 1990 | 45.000   | 46.000   | 97,8     | 52        | 43              | 9               | 865                   | 1       | 10         | 45         | 25         |
| 1999 | 50.000   | 52.700   | 94,9     | 47        | 40              | 7               | 1.063                 | 3       | 7          | 29         | 25         |
| 2000 | 53.000   | 55.700   | 95,2     | 43        | 37              | 6               | 1.232                 | 3       | 6          | 44         | 25         |
| 2001 | 53.000   | 55.700   | 95,2     | 42        | 35              | 7               | 1.261                 | 3       | 8          | 44         | 25         |
| 2002 | 53.000   | 55.700   | 95,2     | 41        | 34              | 7               | 1.292                 | 3       | 9          | 41         | 25         |
| 2003 | 53.000   | 55.300   | 95,8     | 40        | 33              | 7               | 1.325                 | 5       | 9          | 43         | 25         |
| 2004 | 53.000   | 55.700   | 95,2     | 43        | 35              | 8               | 1.232                 | 5       | 10         | 42         | 25         |
| 2006 | 55.000   | 58.300   | 94,3     | 46        | 35              | 11              | 1.195                 | 5       | 13         | 41         | 25         |